# Giuseppe Vizzini
Giuseppe Maria Vizzini (Villalba, 10 novembre 1874 – Ferla, 8 dicembre 1935) è stato un vescovo cattolico italiano.

## Biografia
Mons. Giuseppe Maria Vizzini nacque a Villalba (CL) il 10 novembre del 1874 da Daniele Vizzini e Angela Cacciatore, contadini dell'entroterra nisseno, ricevette la prima educazione religiosa dallo zio materno padre Daniele Cacciatore, dei frati minori riformati. Ebbe quattro fratelli:Alfonso, Salvatore, Calogero, e Ignazio.
Entrò nel seminario di Caltanissetta nel 1888 e dopo il ginnasio fu inviato a Roma a proseguire i suoi studi filosofici e teologici presso la Scuola apostolica, fondata da padre Filippo Valentini: fu il primo vescovo uscito da quell'istituto.
Si laureò in filosofia e teologia e conseguì il diploma in lettere italiane, latine e greche presso l'Istituto di alta letteratura fondato da Leone XIII.
Fu professore negli atenei pontifici di Roma, curando anche la Bibliotheca sanctorum patrum di cui pubblicò 16 volumi. Papa Pio X il 19 agosto 1913 comunicò al trentanovenne prelato, allora docente al Seminario romano, che l'avrebbe mandato vescovo a Noto, uno dei vescovi più giovani tra gli ordinari di Sicilia, la cui età media, nel 1913, era di 56 anni.
Fu consacrato il 14 settembre 1913 dal cardinale Gaetano De Lai, nella cappella delle Suore della Provvidenza a Roma e fece ingresso in diocesi il successivo 4 gennaio.
Tenne il primo sinodo diocesano nel 1923. Ritrasferì il seminario nel palazzo vescovile ed acquistò come seminario estivo l'ex convento della Madonna della Scala.
Nel seminario di Noto da lui particolarmente curato si formò il cardinale Francesco Carpino.
Morì l'8 dicembre 1935 a Ferla, dov'era in visita pastorale, a causa di un'angina flemmosa con setticemia.

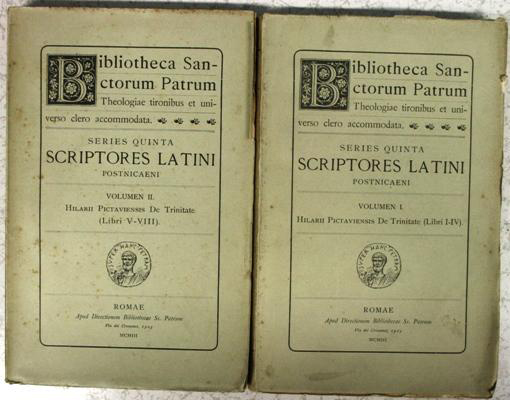
I primi due volumi della Bibliotheca sanctorum patrum

## Genealogia episcopale
La genealogia episcopale è:
- Cardinale Scipione Rebiba
- Cardinale Giulio Antonio Santori
- Cardinale Girolamo Bernerio, O.P.
- Arcivescovo Galeazzo Sanvitale
- Cardinale Ludovico Ludovisi
- Cardinale Luigi Caetani
- Cardinale Ulderico Carpegna
- Cardinale Paluzzo Paluzzi Altieri degli Albertoni
- Papa Benedetto XIII
- Papa Benedetto XIV
- Papa Clemente XIII
- Cardinale Marcantonio Colonna
- Cardinale Giacinto Sigismondo Gerdil, B.
- Cardinale Giulio Maria della Somaglia
- Cardinale Carlo Odescalchi, S.I.
- Cardinale Costantino Patrizi Naro
- Cardinale Lucido Maria Parocchi
- Papa Pio X
- Cardinale Gaetano De Lai
- Vescovo Giuseppe Vizzini